# آرامگاه شاهزاده عبدالرحمن خرق
آرامگاه شاهزاده عبدالرحمن خرق مربوط به دوره صفوی است و در شهرستان فاروج، روستای خرق واقع شده و این اثر در تاریخ ۸ مرداد ۱۳۸۱ با شمارهٔ ثبت ۵۹۴۶ به‌عنوان یکی از آثار ملی ایران به ثبت رسیده‌است.